# Paraliparis csiroi
Paraliparis csiroi és una espècie de peix pertanyent a la família dels lipàrids. Són de color marró fosc, tenen seixanta-sis vèrtebres i les femelles fan 16,3 cm de llargària màxima. Es troba a l'Índic oriental: Austràlia Meridional (Austràlia). És un peix marí i batidemersal que viu entre 1.080 i 1.110 m de fondària al talús continental. És bentònic. És inofensiu per als humans.